# Marta Lempart
Marta Mirosława Lempart, född 1979, är en polsk kvinnorättsaktivist och grundaren till Ogólnopolski Strajk Kobiet. Hon har sedan 2016 varit aktiv i de rikstäckande protesterna i Polen mot förändrad abortlagstiftning, sedan det konservativa partiet Lag och rättvisa (PiS) tog makten i Polen. Lempart har flera gånger varit en måltavla för staten genom att bli arresterad och åtalad, samt har mottagit många dödshot från motståndare till protesterna. Hon har också arbetat för lika rättigheter för HBTQ personer, och personer med funktionsnedsättningar. Hon förespråkar sekularism och separation av kyrka och stat. 

## Biografi
Marta Lempart föddes 1979 i Lwówek Śląski i Polen. Hon är utbildad jurist. Sedan Lag och rättvisa tog makten i Polen 2015 har Lempart arbetat med "the Committee for the defence of democracy" som är en pro-europeisk organisation.

## Aktivism
2016 var hon med och grundade Ogólnopolski Strajk Kobiet. Lempart beskrev då att rörelsens mål bland annat var att skapa bättre och fler möjligheter för abort i Polen, stärka kvinnors och HBTQ personers rättigheter, verka för separation av kyrka och stat samt förbättrad hälso- och sjukvård. 
Ogólnopolski Strajk Kobiet, som Lempart fortsätter leda, var en av de stora krafterna bakom protesterna i Polen 2020-2021, mot hårdare abortlagstiftning. I Februari 2021 blev Lempart återigen arresterad och åtalad för sin roll i protesterna och kritik som uttalats mot katolska kyrkan.